# AFC Champions League Elite 2024/2025
AFC Champions League 2024/2025 var den 43:e upplagan av det asiatiska kontinentala mästerskapet i fotboll för klubblag, AFC Champions League Elite, den 1:a sedan namnbytet till Champions League Elite. 

## Kvalspel

### Första kvalomgången
| Första kvalomgången – Västra | Första kvalomgången – Västra | Första kvalomgången – Västra |
| ---------------------------- | ---------------------------- | ---------------------------- |
| Lag 1                        | Resultat                     | Lag 2                        |
| Sepahan                      | 00001–4 (e.f.)               | Shabab Al-Ahli               |

### Andra kvalomgången
| Andra kvalomgången – Västra | Andra kvalomgången – Västra | Andra kvalomgången – Västra |
| --------------------------- | --------------------------- | --------------------------- |
| Lag 1                       | Resultat                    | Lag 2                       |
| Al-Gharafa                  | 1–0                         | Shabab Al-Ahli              |

| Andra kvalomgången – Östra | Andra kvalomgången – Östra | Andra kvalomgången – Östra |
| -------------------------- | -------------------------- | -------------------------- |
| Lag 1                      | Resultat                   | Lag 2                      |
| Shandong Taishan           | 00001–1 (e.f.) (4–3 str.)  | Bangkok United             |

## Gruppspel

### Tabeller
| Nr | Lag        | S | V | O | F | GM | IM | MS  | P  |
| -- | ---------- | - | - | - | - | -- | -- | --- | -- |
| 1  | Al-Hilal   | 8 | 7 | 1 | 0 | 24 | 7  | +17 | 22 |
| 2  | Al-Ahli    | 8 | 7 | 1 | 0 | 23 | 8  | +15 | 22 |
| 3  | Al-Nassr   | 8 | 5 | 2 | 1 | 17 | 6  | +11 | 17 |
| 4  | Al-Sadd    | 8 | 3 | 3 | 2 | 10 | 9  | +1  | 12 |
| 5  | Al-Wasl    | 8 | 3 | 2 | 3 | 8  | 12 | −4  | 11 |
| 6  | Esteghlal  | 8 | 2 | 3 | 3 | 8  | 9  | −1  | 9  |
| 7  | Al-Rayyan  | 8 | 2 | 2 | 4 | 8  | 12 | −4  | 8  |
| 8  | Pachtakor  | 8 | 1 | 4 | 3 | 4  | 6  | −2  | 7  |
| 9  | Persepolis | 8 | 1 | 4 | 3 | 6  | 10 | −4  | 7  |
| 10 | Al-Gharafa | 8 | 2 | 1 | 5 | 10 | 18 | −8  | 7  |
| 11 | Al-Shorta  | 8 | 1 | 3 | 4 | 7  | 17 | −10 | 6  |
| 12 | Al-Ain     | 8 | 0 | 2 | 6 | 11 | 22 | −11 | 2  |

| Nr | Lag                    | S | V | O | F | GM | IM | MS  | P  |
| -- | ---------------------- | - | - | - | - | -- | -- | --- | -- |
| 1  | Yokohama F. Marinos    | 7 | 6 | 0 | 1 | 21 | 7  | +14 | 18 |
| 2  | Kawasaki Frontale      | 7 | 5 | 0 | 2 | 13 | 4  | +9  | 15 |
| 3  | Johor Darul Ta'zim     | 7 | 4 | 2 | 1 | 16 | 8  | +8  | 14 |
| 4  | Gwangju                | 7 | 4 | 2 | 1 | 15 | 9  | +6  | 14 |
| 5  | Vissel Kobe            | 7 | 4 | 1 | 2 | 14 | 9  | +5  | 13 |
| 6  | Buriram United         | 8 | 3 | 3 | 2 | 7  | 12 | −5  | 12 |
| 7  | Shanghai Shenhua       | 8 | 3 | 1 | 4 | 13 | 12 | +1  | 10 |
| 8  | Shanghai Port          | 8 | 2 | 2 | 4 | 10 | 18 | −8  | 8  |
| 9  | Pohang Steelers        | 7 | 2 | 0 | 5 | 9  | 17 | −8  | 6  |
| 10 | Ulsan HD               | 7 | 1 | 0 | 6 | 4  | 16 | −12 | 3  |
| 11 | Central Coast Mariners | 7 | 0 | 1 | 6 | 8  | 18 | −10 | 1  |
| 12 | Shandong Taishan       | 7 | 3 | 1 | 3 | 12 | 14 | −2  | 0  |

### Matcher
| Omgång 1 – Västra000–00016–17 september 2024 | Omgång 1 – Västra000–00016–17 september 2024 | Omgång 1 – Västra000–00016–17 september 2024 |
| -------------------------------------------- | -------------------------------------------- | -------------------------------------------- |
| Lag 1                                        | Resultat                                     | Lag 2                                        |
| Al-Ain                                       | 1–1                                          | Al-Sadd                                      |
| Al-Shorta                                    | 1–1                                          | Al-Nassr                                     |
| Esteghlal                                    | 3–0                                          | Al-Gharafa                                   |
| Al-Ahli                                      | 1–0                                          | Persepolis                                   |
| Pachtakor                                    | 0–1                                          | Al-Wasl                                      |
| Al-Rayyan                                    | 1–3                                          | Al-Hilal                                     |

| Omgång 1 – Östra000–00017–18 september 2024 | Omgång 1 – Östra000–00017–18 september 2024 | Omgång 1 – Östra000–00017–18 september 2024 |
| ------------------------------------------- | ------------------------------------------- | ------------------------------------------- |
| Lag 1                                       | Resultat                                    | Lag 2                                       |
| Gwangju                                     | 7–3                                         | Yokohama F. Marinos                         |
| Shandong Taishan                            | 3–1                                         | Central Coast Mariners                      |
| Buriram United                              | 0–0                                         | Vissel Kobe                                 |
| Shanghai Shenhua                            | 4–1                                         | Pohang Steelers                             |
| Ulsan HD                                    | 0–1                                         | Kawasaki Frontale                           |
| Shanghai Port                               | 2–2                                         | Johor Darul Ta'zim                          |

| Omgång 2 – Västra000–00030 september–1 oktober 2024 | Omgång 2 – Västra000–00030 september–1 oktober 2024 | Omgång 2 – Västra000–00030 september–1 oktober 2024 |
| --------------------------------------------------- | --------------------------------------------------- | --------------------------------------------------- |
| Lag 1                                               | Resultat                                            | Lag 2                                               |
| Al-Sadd                                             | 2–0                                                 | Esteghlal                                           |
| Persepolis                                          | 1–1                                                 | Pachtakor                                           |
| Al-Wasl                                             | 0–2                                                 | Al-Ahli                                             |
| Al-Nassr                                            | 2–1                                                 | Al-Rayyan                                           |
| Al-Gharafa                                          | 4–2                                                 | Al-Ain                                              |
| Al-Hilal                                            | 5–0                                                 | Al-Shorta                                           |

| Omgång 2 – Östra000–0001–2 oktober 2024 | Omgång 2 – Östra000–0001–2 oktober 2024 | Omgång 2 – Östra000–0001–2 oktober 2024 |
| --------------------------------------- | --------------------------------------- | --------------------------------------- |
| Lag 1                                   | Resultat                                | Lag 2                                   |
| Central Coast Mariners                  | 1–2                                     | Buriram United                          |
| Kawasaki Frontale                       | 0–1                                     | Gwangju                                 |
| Pohang Steelers                         | 3–0                                     | Shanghai Port                           |
| Johor Darul Ta'zim                      | 3–0                                     | Shanghai Shenhua                        |
| Vissel Kobe                             | 2–1                                     | Shandong Taishan                        |
| Yokohama F. Marinos                     | 4–0                                     | Ulsan HD                                |

| Omgång 3 – Västra000–00021–22 oktober 2024 | Omgång 3 – Västra000–00021–22 oktober 2024 | Omgång 3 – Västra000–00021–22 oktober 2024 |
| ------------------------------------------ | ------------------------------------------ | ------------------------------------------ |
| Lag 1                                      | Resultat                                   | Lag 2                                      |
| Al-Shorta                                  | 0–0                                        | Pachtakor                                  |
| Al-Sadd                                    | 1–0                                        | Persepolis                                 |
| Al-Ain                                     | 4–5                                        | Al-Hilal                                   |
| Al-Rayyan                                  | 1–2                                        | Al-Ahli                                    |
| Esteghlal                                  | 0–1                                        | Al-Nassr                                   |
| Al-Gharafa                                 | 1–2                                        | Al-Wasl                                    |

| Omgång 3 – Östra000–00022–23 oktober 2024 | Omgång 3 – Östra000–00022–23 oktober 2024 | Omgång 3 – Östra000–00022–23 oktober 2024 |
| ----------------------------------------- | ----------------------------------------- | ----------------------------------------- |
| Lag 1                                     | Resultat                                  | Lag 2                                     |
| Gwangju                                   | 3–1                                       | Johor Darul Ta'zim                        |
| Shanghai Port                             | 3–2                                       | Central Coast Mariners                    |
| Shandong Taishan                          | 2–2                                       | Yokohama F. Marinos                       |
| Buriram United                            | 1–0                                       | Pohang Steelers                           |
| Ulsan HD                                  | 0–2                                       | Vissel Kobe                               |
| Shanghai Shenhua                          | 2–0                                       | Kawasaki Frontale                         |

| Omgång 4 – Västra000–0004–5 november 2024 | Omgång 4 – Västra000–0004–5 november 2024 | Omgång 4 – Västra000–0004–5 november 2024 |
| ----------------------------------------- | ----------------------------------------- | ----------------------------------------- |
| Lag 1                                     | Resultat                                  | Lag 2                                     |
| Al-Wasl                                   | 1–1                                       | Al-Sadd                                   |
| Al-Ahli                                   | 5–1                                       | Al-Shorta                                 |
| Persepolis                                | 1–1                                       | Al-Gharafa                                |
| Al-Hilal                                  | 3–0                                       | Esteghlal                                 |
| Pachtakor                                 | 0–1                                       | Al-Rayyan                                 |
| Al-Nassr                                  | 5–1                                       | Al-Ain                                    |

| Omgång 4 – Östra000–0005–6 november 2024 | Omgång 4 – Östra000–0005–6 november 2024 | Omgång 4 – Östra000–0005–6 november 2024 |
| ---------------------------------------- | ---------------------------------------- | ---------------------------------------- |
| Lag 1                                    | Resultat                                 | Lag 2                                    |
| Central Coast Mariners                   | 2–2                                      | Shanghai Shenhua                         |
| Kawasaki Frontale                        | 3–1                                      | Shanghai Port                            |
| Vissel Kobe                              | 2–0                                      | Gwangju                                  |
| Johor Darul Ta'zim                       | 3–0                                      | Ulsan HD                                 |
| Pohang Steelers                          | 4–2                                      | Shandong Taishan                         |
| Yokohama F. Marinos                      | 5–0                                      | Buriram United                           |

| Omgång 5 – Västra000–00025–26 november 2024 | Omgång 5 – Västra000–00025–26 november 2024 | Omgång 5 – Västra000–00025–26 november 2024 |
| ------------------------------------------- | ------------------------------------------- | ------------------------------------------- |
| Lag 1                                       | Resultat                                    | Lag 2                                       |
| Al-Ain                                      | 1–2                                         | Al-Ahli                                     |
| Esteghlal                                   | 0–0                                         | Pachtakor                                   |
| Al-Gharafa                                  | 1–3                                         | Al-Nassr                                    |
| Al-Rayyan                                   | 1–1                                         | Persepolis                                  |
| Al-Shorta                                   | 1–3                                         | Al-Wasl                                     |
| Al-Sadd                                     | 1–1                                         | Al-Hilal                                    |

| Omgång 5 – Östra000–00026–27 november 2024 | Omgång 5 – Östra000–00026–27 november 2024 | Omgång 5 – Östra000–00026–27 november 2024 |
| ------------------------------------------ | ------------------------------------------ | ------------------------------------------ |
| Lag 1                                      | Resultat                                   | Lag 2                                      |
| Vissel Kobe                                | 3–2                                        | Central Coast Mariners                     |
| Ulsan HD                                   | 1–3                                        | Shanghai Port                              |
| Shandong Taishan                           | 1–0                                        | Johor Darul Ta'zim                         |
| Buriram United                             | 0–3                                        | Kawasaki Frontale                          |
| Gwangju                                    | 1–0                                        | Shanghai Shenhua                           |
| Yokohama F. Marinos                        | 2–0                                        | Pohang Steelers                            |

| Omgång 6 – Västra000–0002–3 december 2024 | Omgång 6 – Västra000–0002–3 december 2024 | Omgång 6 – Västra000–0002–3 december 2024 |
| ----------------------------------------- | ----------------------------------------- | ----------------------------------------- |
| Lag 1                                     | Resultat                                  | Lag 2                                     |
| Persepolis                                | 2–1                                       | Al-Shorta                                 |
| Al-Ahli                                   | 2–2                                       | Esteghlal                                 |
| Al-Wasl                                   | 1–1                                       | Al-Rayyan                                 |
| Al-Nassr                                  | 1–2                                       | Al-Sadd                                   |
| Pachtakor                                 | 1–1                                       | Al-Ain                                    |
| Al-Hilal                                  | 3–0                                       | Al-Gharafa                                |

| Omgång 6 – Östra000–0003–4 december 2024 | Omgång 6 – Östra000–0003–4 december 2024 | Omgång 6 – Östra000–0003–4 december 2024 |
| ---------------------------------------- | ---------------------------------------- | ---------------------------------------- |
| Lag 1                                    | Resultat                                 | Lag 2                                    |
| Central Coast Mariners                   | 0–4                                      | Yokohama F. Marinos                      |
| Pohang Steelers                          | 3–1                                      | Vissel Kobe                              |
| Johor Darul Ta'zim                       | 0–0                                      | Buriram United                           |
| Shanghai Port                            | 1–1                                      | Gwangju                                  |
| Kawasaki Frontale                        | 4–0                                      | Shandong Taishan                         |
| Shanghai Shenhua                         | 1–2                                      | Ulsan HD                                 |

| Omgång 7 – Västra000–0003–4 februari 2025 | Omgång 7 – Västra000–0003–4 februari 2025 | Omgång 7 – Västra000–0003–4 februari 2025 |
| ----------------------------------------- | ----------------------------------------- | ----------------------------------------- |
| Lag 1                                     | Resultat                                  | Lag 2                                     |
| Al-Ain                                    | 1–2                                       | Al-Rayyan                                 |
| Esteghlal                                 | 1–1                                       | Al-Shorta                                 |
| Al-Sadd                                   | 1–3                                       | Al-Ahli                                   |
| Al-Nassr                                  | 4–0                                       | Al-Wasl                                   |
| Al-Gharafa                                | 1–0                                       | Pachtakor                                 |
| Al-Hilal                                  | 4–1                                       | Persepolis                                |

| Omgång 7 – Östra000–00011–12 februari 2025 | Omgång 7 – Östra000–00011–12 februari 2025 | Omgång 7 – Östra000–00011–12 februari 2025 |
| ------------------------------------------ | ------------------------------------------ | ------------------------------------------ |
| Lag 1                                      | Resultat                                   | Lag 2                                      |
| Central Coast Mariners                     | 1–2                                        | Johor Darul Ta'zim                         |
| Vissel Kobe                                | 4–0                                        | Shanghai Port                              |
| Pohang Steelers                            | 0–4                                        | Kawasaki Frontale                          |
| Shandong Taishan                           | 3–1                                        | Gwangju                                    |
| Yokohama F. Marinos                        | 1–0                                        | Shanghai Shenhua                           |
| Buriram United                             | 2–1                                        | Ulsan HD                                   |

| Omgång 8 – Västra000–00017–18 februari 2025 | Omgång 8 – Västra000–00017–18 februari 2025 | Omgång 8 – Västra000–00017–18 februari 2025 |
| ------------------------------------------- | ------------------------------------------- | ------------------------------------------- |
| Lag 1                                       | Resultat                                    | Lag 2                                       |
| Pachtakor                                   | 2–1                                         | Al-Sadd                                     |
| Al-Shorta                                   | 2–0                                         | Al-Ain                                      |
| Persepolis                                  | 0–0                                         | Al-Nassr                                    |
| Al-Ahli                                     | 4–2                                         | Al-Gharafa                                  |
| Al-Rayyan                                   | 0–2                                         | Esteghlal                                   |
| Al-Wasl                                     | 0–2                                         | Al-Hilal                                    |

| Omgång 8 – Östra000–00018–19 februari 2025 | Omgång 8 – Östra000–00018–19 februari 2025 | Omgång 8 – Östra000–00018–19 februari 2025 |
| ------------------------------------------ | ------------------------------------------ | ------------------------------------------ |
| Lag 1                                      | Resultat                                   | Lag 2                                      |
| Gwangju                                    | 2–2                                        | Buriram United                             |
| Kawasaki Frontale                          | 2–0                                        | Central Coast Mariners                     |
| Shanghai Shenhua                           | 4–2                                        | Vissel Kobe                                |
| Johor Darul Ta'zim                         | 5–2                                        | Pohang Steelers                            |
| Ulsan HD                                   | Inställd                                   | Shandong Taishan                           |
| Shanghai Port                              | 0–2                                        | Yokohama F. Marinos                        |